# FUNTORO
FUNTORO является дочернем брендом Тайваньской компании Micro-Star International (MSI)  и провайдером информационно-развлекательных и телематических решений для коммерческого автомобилей и стадионов. Оно также является Tier 1 поставщиком для  таких автопроизводителей как Mercedes Benz, MAN, Scania и IRIZAR. FUNTORO разрабатывает, создает и поставляет систему флит-менеджмента(управление автопарком),платформу облачного сервиза, цифровые рекламные решения, MOD информационно-развлекательные решения для коммерческих,автомобильных и общественных транспортных сфер.

## История
- FUNTORO было создано в 2008 году и первоначально сосредоточилось на исследование, разработки и интеграцию автомобильных электроник[5].После присоединения к группе MSI(Micro-Star International)[6], FUNTORO приобрело опыт и ресурсы встроенных систем и телематических технологий, в результате чего, была расширена линия продукции. В том же году было официально выпущено решение MOD(Медиа по запросу) с целью предоставления информационно-развлекательных услуг для пассажиров рейсов дальнего исследования[7][8].
- В 2009 году FUNTORO вышло на европейский рынок, рынок ОАЭ, юго-восточной Азии а также захватило наибольшую долю рынка[9] в Турции и Латинской Америке[10]. В том же году компания FUNTORO выпустила телематические решения для коммерческих автомобилей, в рамках которых представляла услуги управления автопарком, мониторинг безопасности, предоставление информации о транспортных средствах и поведении водителей, а также платформу облачного сервиса для менеджеров автопарка.
- В 2010 году MOD решения FUNTORO вышли на рынок междугородних автобусов Японии, в то же время FUNTORO начало сотрудничество с крупнейшим автопроизводителем в Китае — компанией Yutong. В том же году, городские автобусы нового поколения в городе Тайчжуне, обустроенные медиа-системами компании FUNTORO, делают повседневную жизнь пассажиров более интересной и информационной[11][12][13].
- В 2011 году компания FUNTORO начало сотрудничество с Autosound — лидирующим провайдером мультимедийных систем для автобусов Великой Британии[14].
- В 2012 году при поддержке FUNTORO, органы муниципальной власти Бразилии выпускают новую серию городских автобусов с целью обновления транспортной инфраструктуры города Рио-де-Жанейро. В том же году FUNTORO становится партнёром 3 крупных автобусных операторов в Мексике — Primera Plus, Transpais и Omnibus de México[15].
- В 2013 году FUNTORO начинает сотрудничество с двумя крупнейшими автобусными перевозчиками Латинской-Америки — Cruz del Sur[16] and Tur-bus[17]. Рейсы между большими городами Перу, Чили и Колумбии оснащены информационно-развлекательными решениями FUNTORO. В то же время, Lux Express и Student Agency, крупнейшие автобусные операторы в Прибалтике и Чешской Республике, выпустили люксовые автобусы с оборудованием FUNTORO.[18][19]
- В 2013 году информационно-развлекательные решения для железной дороги запущены в эксплуатацию в Центральной и Восточной Европе..
- 2014- Экскурсионный автобус «SKYBUS» в Киото, автобус Hop-on Hop-off в Шанхае, экскурсионные трамваи «Ring Tram» в Вeне внедряют решения FUNTORO. Крупнейший таксопарк Taiwan Taxi применяет FUNTORO «Умные Рекламные Системы» FUNTORO, что создает дополнительные доходы в размере миллионов долларов США в год.[2]
- В 2015 году стадион Vodafone Park в Стамбуле, Турции внедряет FUNTORO Stadium & Arena solutions в рамках проекта модернизации.[20] Данный проект получил приз «Проект Года по Дизайну и Развитию Стадионного Бизнеса» в 2017 году"[21][22]. Также в 2015 году FUNTORO выпустило новое поколение телематических решений для грузовиков большой мощности, городских и туристических автобусов[23].
- В 2016 году крупнейший автобусный оператор Таиланда — Sombat Tour, и крупнейший автобусный оператор Испании — Alsa, начали применять информационно-развлекательные решения компании FUNTORO для автобусов высшего класса[24][25].
- В 2016 году FUNTORO стала дочерним брендом компании MSI. В то же время FUNTORO Hospitality solutions для гостиничных комплексов испытывают все больший спрос в гостиничном бизнесе Юго-Восточной Азии и Европы.
- В 2017 FUNTORO начало сотрудничество с немецкой машиностроительной компанией MAN, представляя телематические решения вместе с платформой облачного менеджмента для их грузовиков.[1] FUNTORO также участвует в правительственной программе Индии по модернизации железнодорожных систем[26].

## Сертификаты
- TS 16949[27]
- EN50155
- EN50121-3-2
- ISO 9001
- ISO 14001
- QC 080000
- OHSAS 18001

## Награды
- Best Choice Award in Computex Taipei, 2017[28]
- Taiwan Excellence Awards, 2016[29]
- Best Choice Award in  Computex Taipei, 2013[30]
- Outstanding IT Applications/Products Award, 2011[31]
- Taiwan Excellence 100 Award on ITS / Telematics, 2011
- Best Choice Award in  Computex Taipei, 2010 [32]
- Grand BAAV Award in Busworld Asia, 2010
- Europe Autotec Prix Award, 2010[33]
- Innovation Award in Autotronics Taipei, 2010[34]
- Best Choice Award in Computex Taipei, 2009[35]